# Port lotniczy Calgary

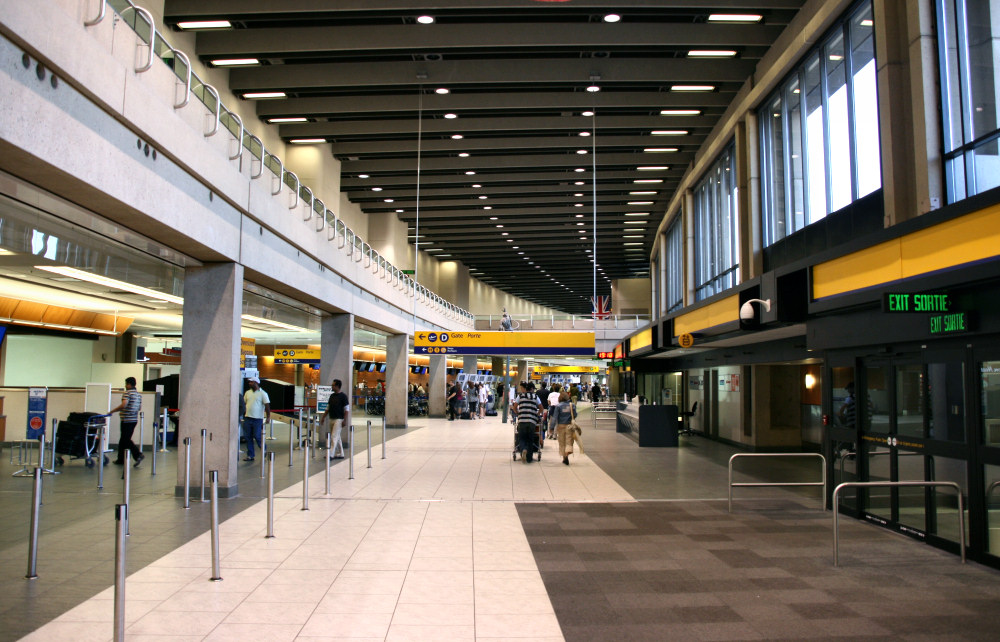
Wnętrze terminalu

Port lotniczy Calgary (ang. Calgary International Airport) – port lotniczy położony koło Calgary, w Albercie. Jeden z największych portów lotniczych Kanady. W 2005 obsłużył około 10,1 mln pasażerów.

## Linie lotnicze i połączenia
| Linia           | Kierunek |
| --------------- | --- |
| Air Canada      | 1. Edmonton 2. Kelowna 3. Londyn-Heathrow 4. Toronto 5. Vancouver 6. Winnipeg Sezonowo: 1. Ottawa |
| Air North       | 1. Edmonton |
| Condor          | Sezonowo: 1. Frankfurt |
| Flair Airlines  | Sezonowo: 1. Abbotsford 2. Kitchener/Waterloo 3. London 4. Toronto 5. Vancouver 6. Victoria 7. Winnipeg |
| Lynx Air        | 1. Vancouver |
| Porter Airlines | Sezonowo: 1. Ottawa 2. Toronto |
| Sunwing         | 1. Edmonton |
| WestJet         | 1. Abbotsford 2. Barcelona 3. Brandon 4. Comox 5. Cranbrook 6. Edmonton 7. Hamilton 8. Kelowna 9. Kitchener/Waterloo 10. Lethbridge 11. London 12. Londyn-Heathrow 13. Medicine Hat 14. Nanaimo 15. Ottawa 16. Paryż-Charles de Gaulle 17. Penticton 18. Regina 19. Rzym-Fiumicino 20. Saskatoon 21. Toronto 22. Vancouver 23. Victoria 24. Winnipeg Sezonowo: 1. Dublin 2. Edynburg 3. Lloydminster 4. Thunder Bay |